# Martha Fineman
Martha Albertson Fineman (* 1943) ist eine US-amerikanische Rechtsgelehrte und Philosophin. Seit 2004 ist sie Robert W. Woodruff Professorin  für Rechtswissenschaften an der Emory University School of Law in Atlanta. Von 1999 bis 2004 war sie erste Inhaberin des Dorothea S. Clarke-Lehrstuhls für Feministische Jurisprudenz an der Cornell Law School. Von 1990 bis 1999 war sie Maurice T. Moore Professorin für Rechtswissenschaften an der Columbia Law School. Martha Fineman gilt als international führende Autorität auf den Gebieten der feministischen Rechtstheorie und des Familienrechts.

## Ehrungen
- Harry Kalven Prize, 1999
- Cook Award, Cornell-Universität, 2008
- Ehrendoktor, Universität Lund, 2013
- Mitglied der American Academy of Arts and Sciences, 2022

## Schriften
- The Autonomy Myth: A Theory of Dependency (The New Press 2003)
- The Neutered Mother, the Sexual Family, and Other Twentieth Century Tragedies (Routledge 1995)
- The Illusion of Equality: The Rhetoric and Reality of Divorce Reform (University of Chicago Press 1991).

### Herausgeberschaft
- Feminist and Queer Legal Theory: Intimate Encounters, Uncomfortable Conversations (Ashgate 2009, co-editors Jack E. Jackson and Adam P. Romero)
- What’s Right for Children: The Competing Paradigms of Religion and Human Rights (Ashgate 2008; co-editor Karen Worthington)
- Feminism Confronts Homo Economicus: Gender, Law, and Society (Cornell University Press 2005; co-editor Terrance Doherty)
- Feminism, Media, and the Law (Oxford University Press 1997; co-editor Martha T. McCluskey)
- Mothers in Law (Columbia University Press 1995; co-editor Isabel Karpin)
- The Public Nature of Private Violence: Women and the Discovery of Abuse (Routledge 1994, co-editor Roxanne Mykitiuk)
- At the Boundaries of Law: Feminism and Legal Theory (Routledge 1990, co-editor Nancy Sweet Thomadsen).